# Чернышова, Оксана Валерьевна
Окса́на Вале́рьевна Чернышо́ва (род. 5 июля 1989, Фрунзе) — российская волейболистка, доигровщик. С 2015 года — спортивный менеджер.

## Биография
Родилась 5 июля 1989 года в городе Фрунзе в семье спортсменов. Отец — Чернышов Валерий Леонидович, МС по баскетболу. Мать — Чернышова Маргарита Тадеушевна, КМС по баскетболу и волейболу.
Оксана начала заниматься волейболом в 10 лет в Красноярске, первый тренер — заслуженный тренер России Зинаида Ниловна Русакова. В 14 лет подписала первый контракт с профессиональным волейбольным клубом «Строитель» (Красноярск). В 16 лет была вызвана в молодёжную сборную России по волейболу. Кандидат в мастера спорта России.
Выступала в составе команд:
- 2004—2007 — «Строитель» (Красноярск);
- 2007—2010 — «Омичка» (Омская область);
- 2011—2012 — «Спарта» (Нижний Новгород);
- 2012—2013 — «Енисей» (Красноярск);
- 2013—2015 — «Приморочка» (Владивосток);
- 2015—2016 — «Сахалин» (Южно-Сахалинск).

В 2015 году в связи с травмой завершила игровую карьеру и заняла должность генерального менеджера команды «Сахалин».

## Достижения
- Чемпион Всероссийской летней Универсиады 2008 (Казань);
- Победитель Чемпионата стран Восточной Европы EEVZA 2006;
- Двукратный обладатель Кубка Сибири и Дальнего Востока 2005, 2012;
- Серебряный призёр Кубка Сибири и Дальнего Востока 2015;
- Бронзовый призёр Кубка Сибири и Дальнего Востока 2016;
- Бронзовый призёр чемпионата России (Высшая лига А) 2005/2006.